# Antonio Cavinato
Antonio Cavinato (Curtarolo, 2 febbraio 1895 – Torino, 8 dicembre 1991) è stato un mineralogista e politico italiano.

## Biografia
Laureato a Padova, già docente a Torino,  durante la Resistenza  fu, fin dal 13 ottobre 1943, un componente socialista  dell’Esecutivo militare del CLN regionale veneto, composto inizialmente da Concetto Marchesi, Egidio Meneghetti e Silvio Trentin.
Professore di giacimenti minerarî al politecnico di Torino e socio corrispondente dei Lincei, nel dopoguerra fece parte della Consulta Nazionale Italiana. Fu eletto deputato nella I legislatura nella coalizione di Unità socialista e poi confluì nel Partito Socialista Democratico Italiano. In questo periodo partecipò a varie commissioni parlamentari e fu nominato commissario della Fiat.

## Opere principali
- Depositi minerari, Libreria Tecnica Editrice V. Giorgio, TORINO 1952